# Государственные музеи Берлина
Государственные музеи Берлина (нем. Staatliche Museen zu Berlin) — объединение музейных фондов Берлина, находящихся в ведении Фонда прусского культурного наследия, финансируемое из федеральных средств.
В состав Государственных музеев Берлина входят 17 музеев, расположенных в пяти музейных центрах города, а также два научно-исследовательских учреждения:
район Митте
- На Музейном острове:
  - Пергамский музей (Переднеазиатский музей, Музей исламского искусства и Античное собрание с Центральным архивом Государственных музеев Берлина);
  - Музей Боде (Скульптурное собрание и Музей византийского искусства, а также Монетный кабинет);
  - Старая национальная галерея;
  - Старый музей (Античное собрание, Египетский музей и собрание папирусов);
  - Новый музей;
- Фридрихсвердерская церковь

район Тиргартен
- В «Культурфоруме»:
  - Картинная галерея;
  - Музей художественных ремёсел;
  - Гравюрный кабинет (коллекция рисунков и печатной графики);
  - Библиотека искусств;
  - Новая национальная галерея;
- Гамбургский вокзал — Музей современности

район Шарлоттенбург
- Музей первобытной и ранней истории;
- Музей Берггрюна (до февраля 2004 г. — коллекция Берггрюна);
- Музей фотографии/Фонд Хельмута Ньютона;
- Музей Шарфа-Герстенберга;
- Мастерская гипсовых слепков

район Далем (Музейный центр Берлин-Далем)
- Этнологический музей;
- Музей азиатского искусства;
- Музей европейской культуры

район Кёпеник
- Музей художественных ремёсел во дворце Кёпеник

Научно-исследовательские учреждения
- Институт музейных исследований;
- Научно-исследовательские лаборатории им. Ратгена

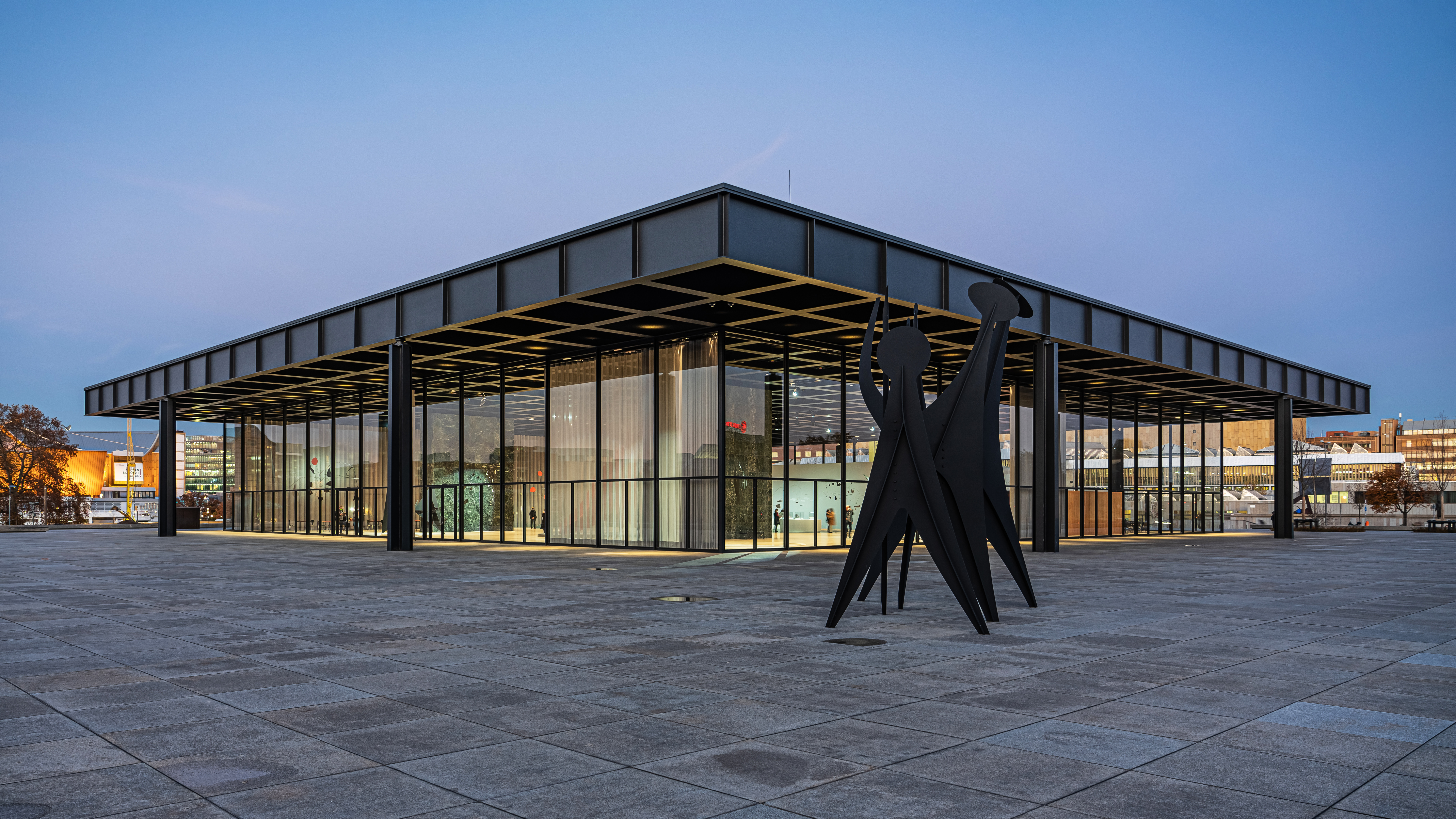
Новая национальная галерея
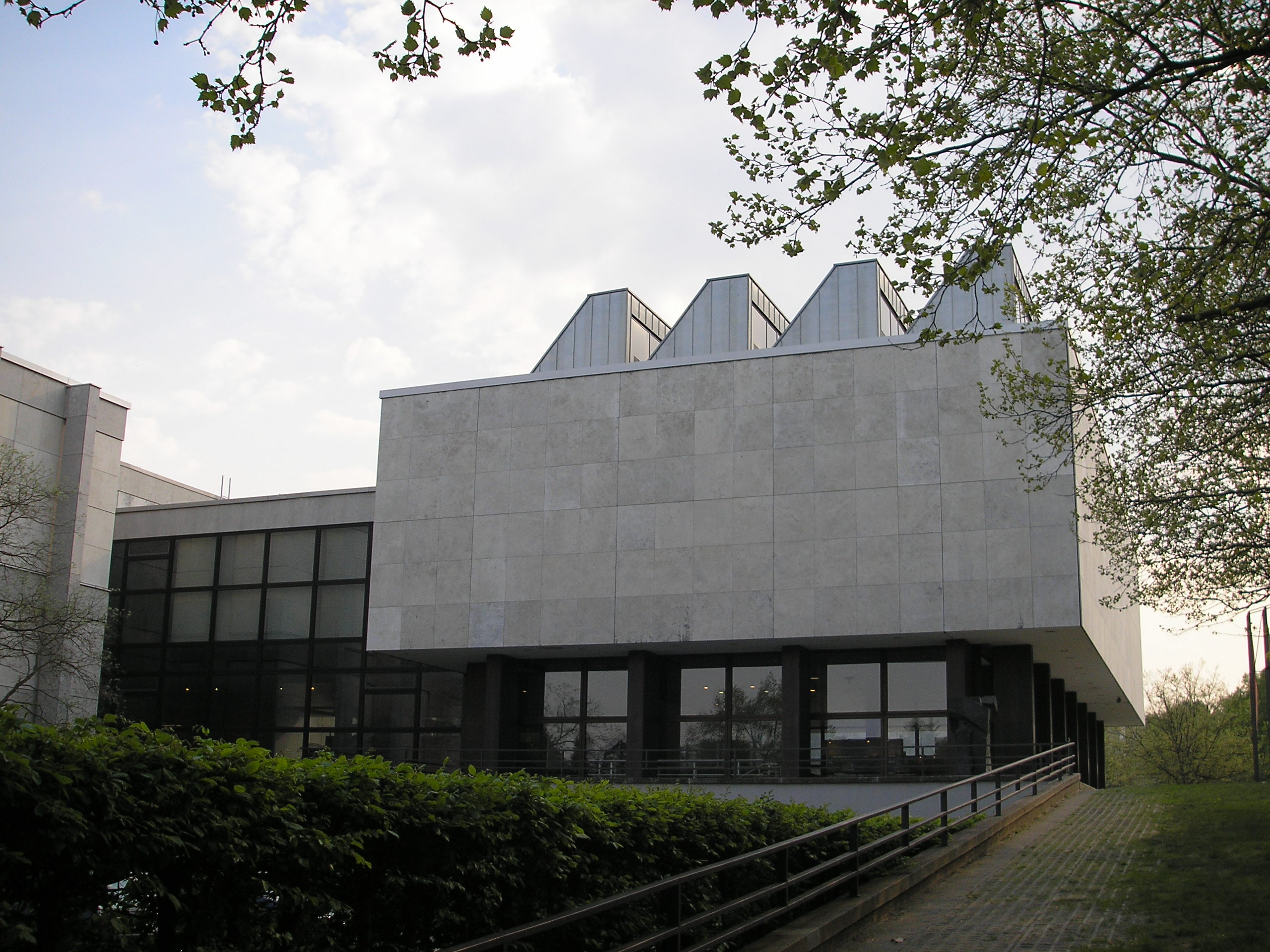
Музейный центр Берлин-Далем
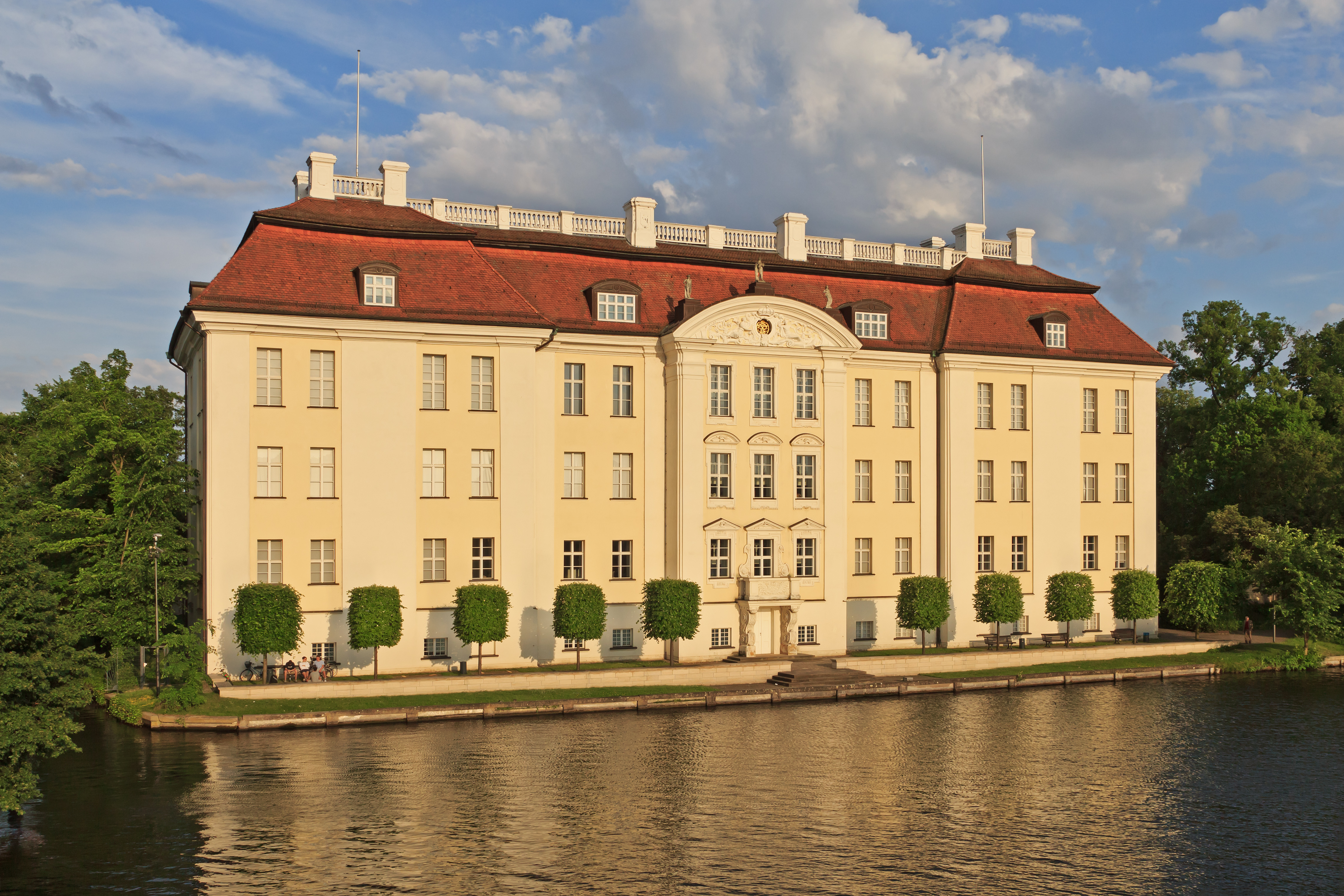
Дворец Кёпеник